# صنعت ابریشم در چین

فرایند ساخت ابریشم از پرورش کرم ابریشم توسط لیانگ کای، سلسله سانگ جنوبی، حدود قرن سیزدهم

چین بزرگ‌ترین و اولین تولیدکننده ابریشم در جهان است. اکثریت قریب به اتفاق ابریشم چینی از کرم ابریشم توت به وجود می‌آید. حشرات در مرحله لاروی چرخه زندگی خود از برگ درختان توت تغذیه می‌کنند. تولید پیله کرم ابریشم غیر توت در چین در درجه اول بر ابریشم وحشی پروانه توسا چینی (Antheraea spp.) متمرکز است. این پروانه معمولاً از درختان (مثلاً بلوط) تغذیه می‌کند و لاروهای آن رشته‌ای زبرتر، صاف‌تر و زردتر از کرم‌های ابریشم توت می‌ریسند.

## تاریخچه
پس از جنگ جهانی دوم، توسعه مجدد صنعت ابریشم یکی از معدود موفقیت‌های اقتصادی دولت ملی‌گرای چین در زمان چیانگ کای‌شک بود.: 116 
در سال ۲۰۰۵، چین ۷۴ درصد از تولید جهانی ابریشم خام و ۹۰ درصد از بازار صادرات جهانی را به خود اختصاص داد.

## طرح‌های صنعتی

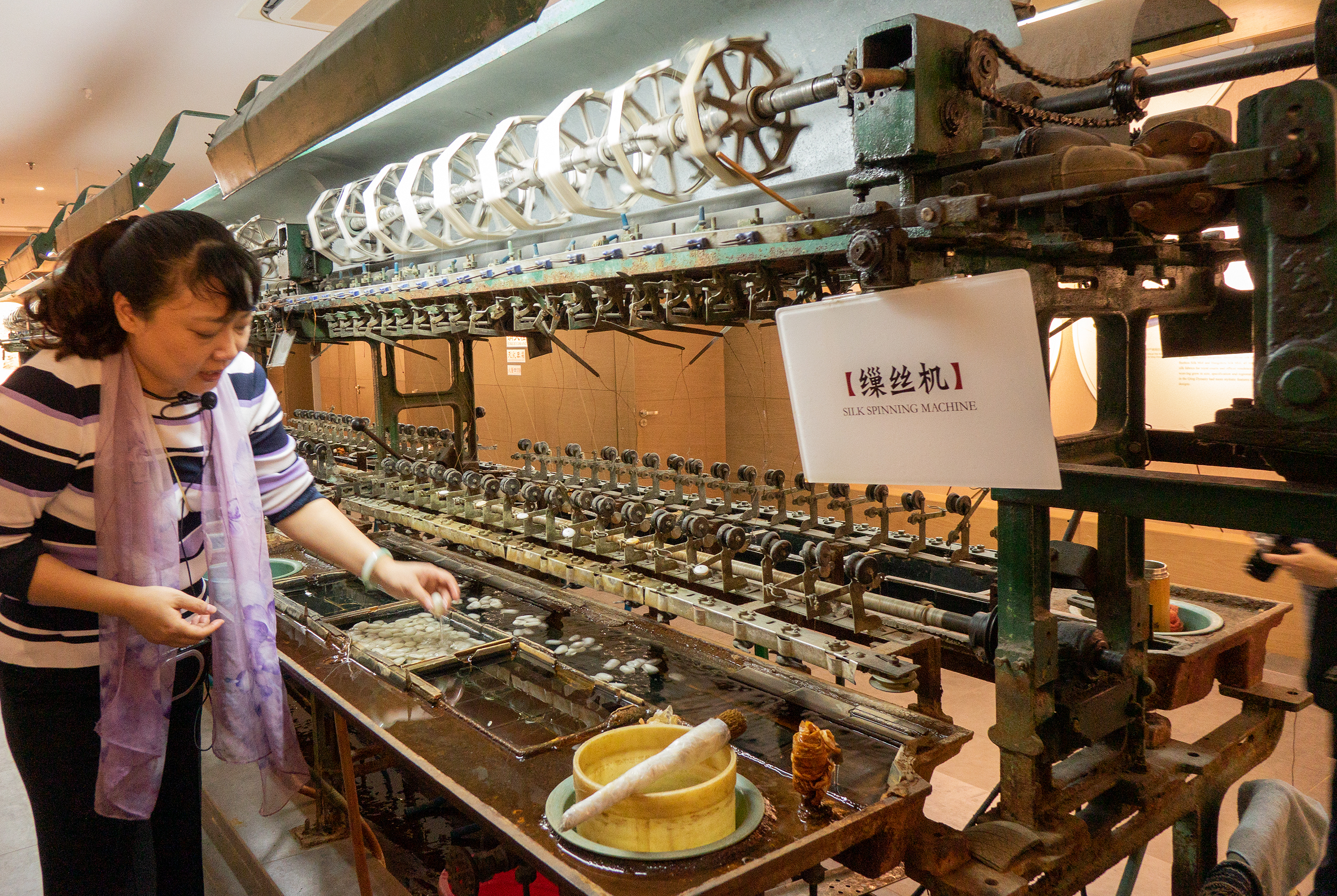
کارخانه ریسندگی ابریشم، سوژو، چین

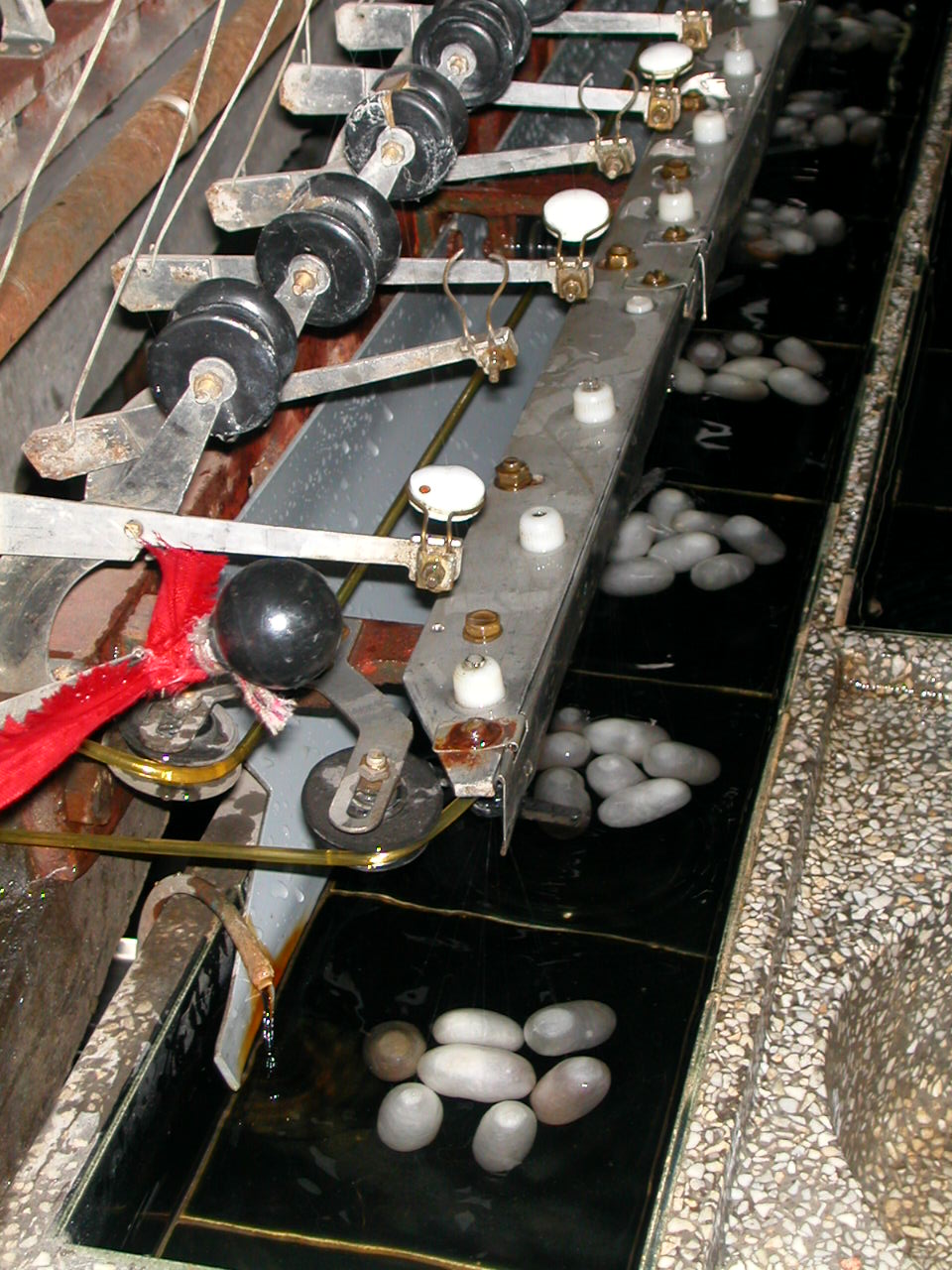
رشته‌های شش پیله برای تشکیل یک نخ برای ریسندگی ابریشم استفاده می‌شود (سوژو، ۱۹۸۷)

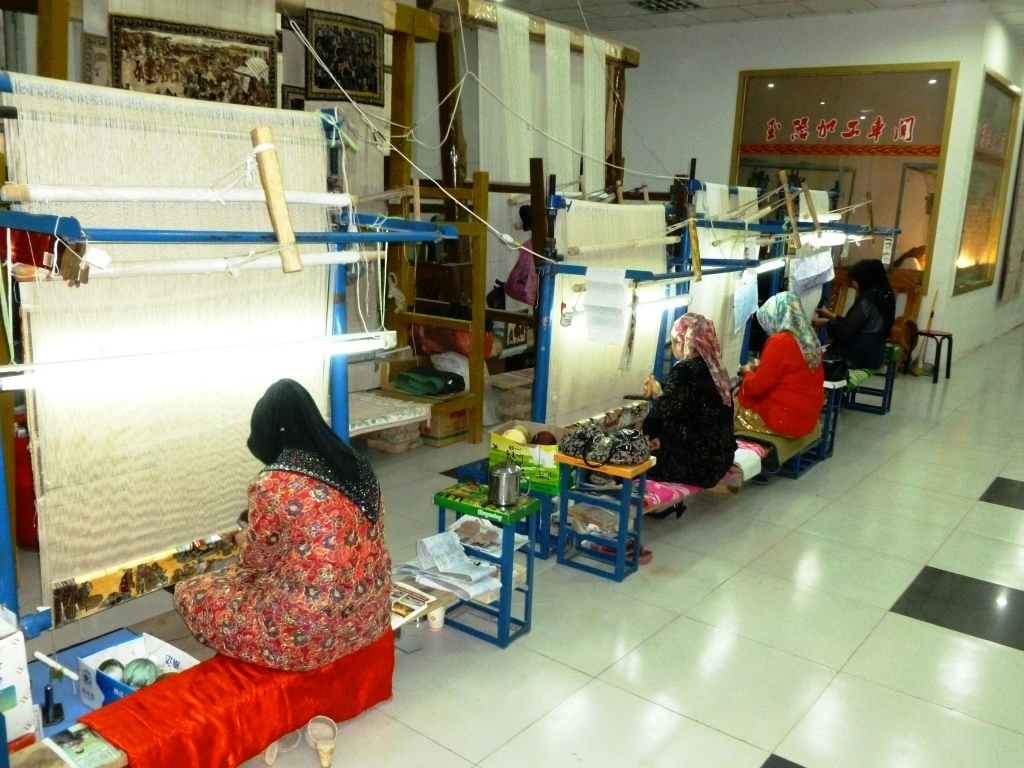
زنان ابریشم بافی کاشغر

دولت‌های محلی امکانات جدیدی را ارائه کرده و می‌کنند که انتظار می‌رود جدیدترین ماشین‌آلات پیشرفته تولید ابریشم را ارائه دهند که هم کیفیت و هم کمیت ابریشم تولید شده در چین را بالا می‌برد. تخمین زده می‌شود که با افزایش امکانات تولید و توزیع، درآمد به شکل قابل توجهی افزایش یابد.
تعدادی از مزایای ترجیحی مادی وجود دارد. این مشوق‌های دولتی شامل معافیت‌های سیاست زمین، معافیت‌های مالیاتی، اولویت‌بندی پروژه‌ها (اولویت در بررسی و تأیید درخواست‌ها) و تخفیف‌های انرژی (در صورت تأیید، شرکت می‌تواند از تخفیف‌های مربوط به آب، برق، گاز و غیره برخوردار شود) می‌گردد. ابریشم چینی، امروزه نیز بیشترین فروش را فقط در چین دارد.

## جغرافیا
متفاوت از شرایط سواحل شرقی چین، صنعت ابریشم تأکید بیشتری بر فرآوری مجدد ابریشم دارد، بخش‌های غربی به دلیل آب و هوای طبیعی و شرایط خاک، بیشتر در مناطق چونگ کینگ و یوننان بیشتر بر تولید ابریشم خام متمرکز شده است. همچنین با افزایش هزینه زمین و هزینه نیروی انسانی در ساحل شرقی، تجارت به سمت غرب تغییر می‌کند. با سیاست‌های ترجیحی دولت، صنعت ابریشم چونگ کینگ شاهد پیشرفت‌های چشمگیری بوده است. گمان می‌رود که ابریشم تا حدود ۴۰۰ سال قبل از میلاد در امتداد مسیرهای جاده ابریشم صادر می‌شده است.

## سرمایه‌گذاری خارجی
سرمایه‌گذاری خارجی به توسعه صنعت ابریشم کمک کرده است. سرمایه‌گذاری خارجی ساختار شرکت‌های ابریشم محلی را بهینه کرده و فناوری جدیدی را وارد آن کرده است.